# Моно-алу
Моно-алу (англ. Mono-Alu, Mono, Alu) — океанийский язык, на котором говорит народ моно (алу). По данным SIL International 1999 года насчитывается 2940 носителей языка, которые говорят на диалектах моно, алу и фауро. Проживают в архипелаге Соломоновы острова в составе государства Соломоновы Острова. 660 человек проживает на острове Моно, который входит в группу островов Трежери, 2270 на Шортленде и 14 на Фауро в группе островов Шортлендские острова. По данным Joshua Project на 2018 год 5000 носителей языка проживают в государстве Соломоновы Острова и 100 — в Соединённых Штатах Америки.
Грамотность в первом языке составляет 30—60 %, а во втором — 25—50 %.